# 612th Air and Space Operations Center

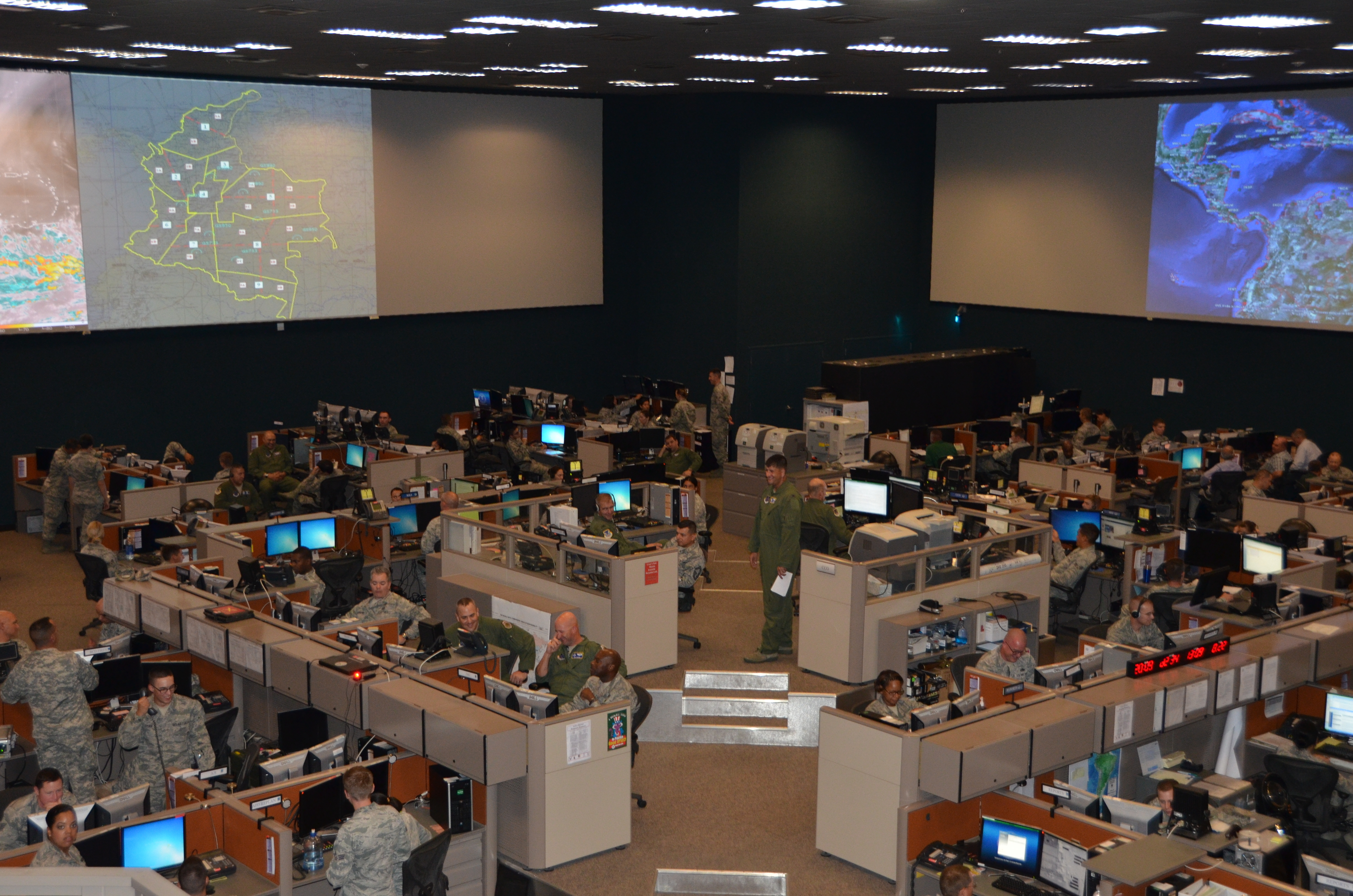
Operazioni nel General James H. Doolittle CAOC

Il  612th Air and Space Operations Center è un centro di controllo di tipo regionale dell'Air Combat Command. Il suo quartier generale è situato presso la Davis-Monthan Air Force Base, in Arizona.

## Missione
Il centro pianifica, comanda, controlla, esegue e valuta le informazioni sulle operazioni aerospaziali per soddisfare gli obiettivi del Segretario della Difesa, il Joint Chiefs of Staff e lo USSOUTHCOM attraverso un'ampia gamma di operazioni militari. All'unità è affiancato il 183rd Air Operations Group, 183rd Wing, Illinois Air National Guard

## Equipaggiamento
Il centro dispone di uno dei 5 sistemi di comando e controllo AN/USQ-163 FALCONER assegnati ai Comandi Combattenti Unitificati delle forze armate statunitensi.

## Organizzazione
Attualmente, al settembre 2017, esso controlla:
- 612th Combat Operations Division (COD)
- 612th Combat Plans Division (CPD)
- 612th Intelligence, Surveillance and Reconnaissance Division (ISRD)
- 612th Air Mobility Division (AMD)
- 612th Strategy Division (SRD)
- 1st Battlefield Coordination Detachment